# Anna De Novellis
Anna De Novellis es una deportista italiana que compitió en judo. Ganó una medalla de plata en el Campeonato Mundial de Judo de 1980, y dos medallas de plata en el Campeonato Europeo de Judo en los años 1981 y 1982.

## Palmarés internacional
| Campeonato Mundial | Campeonato Mundial          | Campeonato Mundial | Campeonato Mundial |
| Año                | Lugar                       | Medalla            | Categoría          |
| ------------------ | --------------------------- | ------------------ | ------------------ |
| 1980               | Nueva York (Estados Unidos) | Medalla de plata   | –48 kg             |
| Campeonato Europeo |                             |                    |                    |
| Año                | Lugar                       | Medalla            | Categoría          |
| 1981               | Madrid (España)             | Medalla de plata   | –48 kg             |
| 1982               | Oslo (Noruega)              | Medalla de plata   | –48 kg             |